# Waka Kobori
Waka Kobori (小堀 倭加 Kobori Waka?), född 10 augusti 2000, är en japansk simmare.

## Karriär
I december 2022 vid kortbane-VM i Melbourne tog Kobori brons på 400 meter medley.